# Rachida Lamrabet
Rachida Lamrabet (née en 1970) est une écrivaine, avocate, auteure et cinéaste belge. Son roman Vrouwland, publié en 2007, a reçu le prix flamand du Debuutprijs. Elle a réalisé un film, Project Deburkanisation, sorti en 2017.

## Formation
Née en 1970 au Maroc, Rachida Lamrabet est arrivée en Belgique avec ses parents en 1972. Elle a étudié le droit à l'Université d'Anvers de 1992 à 1997.
De 2000 à 2017, Rachida Lamrabet travaille comme avocate pour le Centre pour l'égalité des chances Unia. Elle est coordinatrice de projets de la trajectoire de la diversité sCan&Do au Fonds social pour les arts du spectacle.